# Velasio De Paolis
Velasio de Paolis, CS JCD STL (19 de setembre de 1935 - 9 de setembre de 2017) fou un cardenal italià de l'Església Catòlica. Va ser Prefecte Emèrit pels Afers Econòmics de la Santa Seu, a més de ser el Delegat Pontifici per la Congregació dels Legionaris de Crist.

## Biografia
De Paolis va néixer a Sonnino, i ingressà a la Congregació Missionera de Sant Carles el 4 d'octubre de 1958.
Va ser enviat a Roma per completar els seus estudis, rebent el seu doctorat en dret canònic a la facultat de dret canònic de la Pontifícia Universitat Gregoriana, una llicenciatura en teologia a la facultat de teologia de la Pontifícia Universitat de Sant Tomàs d'Aquino Angelicum i un grau en dret a la Universitat de La Sapienza de Roma. Va ser ordenat al presbiterat el 18 de març de 1961, i ensenyà dret canònic a la Pontifícia Universitat Gregoriana de Roma.
Des de 1971 serví com a professor de dret canònic a la facultat de la Gregoriana; i des de 1987 va ser Professor a la Facultat de Dret Canònic de la Pontifícia Universitat Urbana, on, després d'exercir com a professor, passà a ser degà el 1998.

### Servei curial
El 30 de desembre de 2003, De Paolis va ser nomenat Secretari de la Signatura Apostòlica i bisbe titular de Thélepte pel Papa Joan Pau II. Va rebre la seva consagració episcopal el 21 de febrer de 2004 de mans del cardenal Angelo Sodano, amb l'arquebisbe Silvano Maria Tomasi, CS, i el bisbe Francesco Saverio Salerno com a co-consagradors. En resposta a l'assassinat de dos preveres a Turquia i Nigèria, declarà que «N'hi ha prou de posar l'altra galta! És el nostre deure protegir-nos... Occident ha tingut relacions amb els països àrabs durant mig segle, majoritàriament pel petroli, i no ha estat capaç d'obtenir la més mínima concessió en els drets humans».
De Paolis més tard va ser nomenat president de la Prefectura pels Afers Econòmics de la Santa Seu pel Papa Benet XVI el 12 d'abril de 2008, sent també promogut a arquebisbe titular de Thélepte. Com a president, ell essencialment serveix com el principal auditor del Vaticà.
Negant-se a permetre que l'adaptació de la pel·lícula de la novel·la Àngels i dimonis de Dan Brown es filmés a les esglésies de Roma, De Paolis, va dir que Brown havia «posat cap per avall els evangelis per enverinar la fe... Seria inacceptable transformar les esglésies en sets de filmació perquè les seves novel·les blasfemes es puguin fer pel·lícules en nom del negoci.» També va afegir que l'obra de Brown «fereix els sentiments religiosos comuns.»
El 25 de gener de 2010 va ser nomenat membre de la Signatura Apostòlica, el màxim tribunal de l'Església, a més de les seves funcions en la Prefectura per als Afers Econòmics de la Santa Seu. El 29 de desembre de 2010 va ser nomenat membre de la Congregació pel Culte Diví i la Disciplina dels Sagraments i del Consell Pontifici per als Textos Legislatius. Ocuparà aquests càrrecs fins al seu 80è aniversari.
Va ser creat cardenal diaca amb el títol de Gesù Buon Pastore alla Montagnola pel Papa Benet XVI en el consistori del 20 de novembre de 2010. El 4 de maig de 2011 el papa Benet XVI el va nomenar membre de la Congregació per a les Causes dels Sants. El mandat de cinc anys es prorrogarà fins al seu 80 aniversari.
El Cardenal de Paolis renuncià al seu càrrec de president de la Prefectura per als Afers Econòmics, sent acceptada el 21 de setembre de 2011, per les raons de la seva edat. Va ser succeït per l'arquebisbe Giuseppe Versaldi, fins llavors bisbe d'Alessandria.

### Delegat pontifici pels Legionaris de Crist
El 9 de juliol de 2010, el Papa Benet XVI va nomenar l'arquebisbe de Paolis Delegat Pontifici per a la Congregació dels Legionaris de Crist, després dels presumptes abusos comesos pel seu fundador es van fer públics i van ser admesos per la congregació.
A l'octubre del mateix any, De Paolis va suggerir que la Legió havia de redefinir la seva missió i la seva estructura de govern. Va reconèixer que les preguntes continuaven sobre quants dels altres líders de la Legió sabien dels abusos del pare Maciel i que la recerca de la veritat "no és així de simple". Els plans per a un procés de renovació podrien prendre tres anys o més. Ell i 4 assessors treballarien amb funcionaris de la Legió per revisar la constitució de la congregació, i s'estava estudiant la possibilitat de designar un comitè per abordar les denúncies presentades en contra la Legió i altres per abordar les qüestions de gestió financera en la congregació. El procés inclouria una investigació, encapçalada per l'arquebisbe Ricardo Blázquez de l'arxidiòcesi de Valladolid, de la branca laica de la congregació, coneguda com a Regnum Christi.
El 20 octubre 2011 el cardenal De Paolis revelà, en una carta, que una investigació del Regnum Christi posava al descobert una sèrie de preocupacions, que requeriria reescriure les normes del grup. Funcionaris del Vaticà van expressar la seva preocupació que els membres consagrats del Regnum Christi estaven massa subjectes a la Legió i va demanar la seva pròpia estructura d'autoritat, mantenint estrets vincles amb la Legió. El cardenal De Paolis, va dir que "les qüestions relatives a la vida personal i comunitària que han sorgit d'aquesta mateixa visita a nivell institucional inicialment semblen ser moltes i desafiants". Va indicar, però, que el Regnum Christi continuaria la seva afiliació amb la Legió de Crist, però que el grup de laics havia de separar-se de la mateixa Legió.
En una carta de 21 de novembre 2011, el cardenal De Paolis preguntar als consagrats del Regnum Christi per editar el seu conjunt bàsic de normes, i va prendre força lluny d'un conjunt més ampli de normes. El conjunt bàsic de normes (128 en total) van ser aprovades pel Vaticà el 2004, no pas els més extensos (més de 1.000). Va dir que una petita comissió aviat estaria formada per extreure les normes més extenses i només aquelles que siguin estrictament necessàries per a la seva vida i de govern.
El 2014 el cardenal De Paolis, va dir un dels "punts clau" en la nova constitució és una "distinció clara i precisa entre el fur intern i el fur extern, i entre el fòrum sacramental i - diguem - la disciplinària, fur extern". La referència semblava indicar que la Constitució revisada permetria als Legionaris de triar els seus propis confessors, eliminant el requisit que es confessessin només amb sacerdots elegits pels superiors. Va dir als redactors de la nova Constitució que s'havia considerat necessari "Reafirmem que l'autoritat no és arbitrària, sinó que ha d'operar dins d'un consell."

#### Manipulació
El 26 d'octubre de 2011 es va informar que els membres desil·lusionats estaven abandonant l'ordre en el qual perdien la fe que el Vaticà va empènyer a través dels canvis necessaris. El cardenal de Paolis, va dir en una entrevista que el Papa Benet li va encomanar només guiar la Legió i ajudar a reescriure les seves normes – no a "decapitar" el seu lideratge o a venjar un delicte. El cardenal de Paolis va descartar qualsevol altra investigació sobre els crims de Marciel Maciel. Va afegir que "no veig per a quin bé serviria" per més investigació sobre un encobriment, "Per contra, es correria el risc de trobar-nos en una intriga sense fi. Perquè aquestes són coses són massa privades per a mi per anar a investigar". Els informes estimen que 70 dels 890 sacerdots de la Legió i més d'un terç de les 900 dones consagrades del moviment han deixat o estan prenent temps lluny per reflexionar sobre el seu futur. De Paolis va defensar el seu compromís i l'enfocament de la reforma, dient dir que s'havia "inserit" a si mateix en l'administració de la Legió, va expandir el consell de govern de la Legió i estudià alguns superiors del voltant. Va dir que no havia acomiadat cap superiors del tot perquè els necessita per aprendre els complexos detalls de l'estructura, la cultura i les finances de l'ordre. Va dir que la seva prioritat era persuadir els líders de la Legió de sembrar el canvi des de dins.

### Escàndol Vatileaks
A l'octubre de 2012 el cardenal de Paolis va dir al diari italià La Repubblica que no hi havia precedent per al Papa per perdonar Paolo Gabriele, que ha estat declarat culpable de robar documents papals confidencials i lliurar-los als mitjans. Consultat sobre si Gabriele seria empresonat o indultat, el cardenal de Paolis va dir que només el Papa ho podia decidir. No obstant això, va afegir: «Crec que puc dir que, amb una confessió plena de remordiment sincer i la certesa absoluta que el crim no pot ser comès de nou, els Papes sempre han emès, a favor dels condemnats, les mesures dictades per la misericòrdia que és l'essència de l'Església, que és sempre a prop dels seus fills, fins i tot als culpables.»

### Conclave del 2013
El cardenal de Paolis va participar en el conclave papal del 2013, car era menor de 80 anys i, per tant, tenia un vot. Va senyalar que la participació del cardenal Roger Mahony en la selecció del proper Papa era "preocupant", però va afegir que no hi havia cap procediment formal per prohibir al cardenal Mahony d'assistir al conclave. Les declaracions del cardenal de Paolis s'afegeixen a un murmuri creixent sobre la conveniència de la decisió del cardenal Mahony per assistir al conclave. Mahony havia estat recentment reprès pel seu successor, l'arquebisbe José Gómez, per com havia portat els casos d'abusos sexual, tot i que Gómez també expressà el seu suport a la participació de Mahony en el conclave papal.